# Maria von Staufen

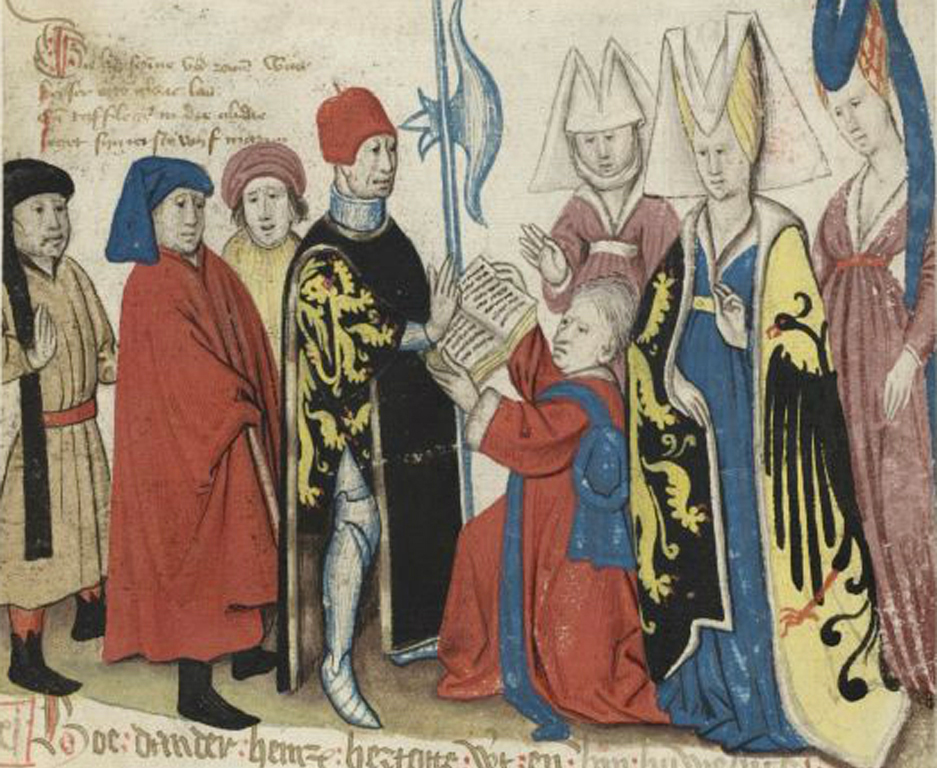
Hochzeit von Maria von Staufen und Heinrich van Brabant

Maria von Staufen (* 3. April 1201 in Arezzo; † 29. März 1235 in Löwen) war eine Prinzessin der Staufer.

## Leben
Maria von Staufen wurde am 2. April 1201 in Arezzo geboren. Ihr Vater war Philipp von Schwaben, römisch-deutscher König, ihre Mutter Irene von Byzanz stammte aus Konstantinopel und war die Tochter des byzantinischen Kaisers Isaak II. Sie verlor ihre Eltern, als sie acht Jahre alt war. Ihr Vater wurde 1208 von Otto VIII. von Wittelsbach ermordet, als er an der Hochzeit seiner Nichte Beatrix von Burgund teilnahm und ihre Mutter starb zwei Monate später bei der Geburt ihrer jüngsten Tochter auf Burg Hohenstaufen, das Kind starb ebenfalls kurze Zeit später.
Bereits seit ihrer Kindheit verlobt, heiratete sie kurz vor dem 22. August 1215 Heinrich II., Sohn von Herzog Heinrich I. von Brabant. Die Hochzeit fand vor dem Hintergrund des langen Machtkampfes zwischen den Dynastien der Staufer und Welfen statt. Marias Schwiegervater, Heinrich I., nutzte den Konflikt, um seine eigenen Interessen voranzutreiben. Er entschied sich zunächst für die Unterstützung Ottos von Braunschweig, des Verlobten seiner Tochter Maria von Brabant, der jedoch an Einfluss verlor, was ihn dazu veranlasste, die Seiten zu wechseln. Da sie sechs Monate vor der Ernennung ihres Mannes zum Herzog starb, wurde sie nie Herzogin von Brabant. Maria von Hohenstaufen starb am 29. März 1235 in Löwen, fünf Tage vor ihrem 34. Geburtstag.

## Nachkommen
Maria von Staufen heiratete Heinrich II. van Brabant (* 1207; † 1248), Herzog von Brabant und Niederlothringen. Sie hatten sechs Kinder:
1. Heinrich III. Herzog von Brabant († 1261)
  1. ⚭ 1251 Alix von Burgund
2. Philipp († jung)
3. Mathilde (* 1224; † 29. September 1288)
  1. ⚭ 4. Juni 1237 in Compiègne Robert I. Graf von Artois;
  2. ⚭ vor 31. Mai 1254 Guido II. von Châtillon, Graf von Saint-Pol.
4. Beatrix von Brabant (* 1225; † 1288)
  1. ⚭ 10. März 1241 auf der Creuzburg Heinrich Raspe, Landgraf von Thüringen;
  2. ⚭ November 1247 in Löwen Wilhelm von Dampierre, Graf von Flandern (* 1224; † 6. Juni 1251).
5. Maria von Brabant (* um 1226; † 18. Januar 1256 in Donauwörth); ⚭ Ludwig der Strenge Herzog von Oberbayern; sie wurde von ihrem Mann wegen des Verdachts der Untreue hingerichtet.
6. Margarethe († 14. März 1277), Äbtissin von Herzogenthal.